# Cmentarz żydowski w Przedczu
Cmentarz żydowski w Przedczu – kirkut, służący żydowskiej społeczności Przedcza, został założony w XIV wieku. Przed II wojną światową obejmował teren 0,5 ha. Zachowało się 8 nagrobków, które obecnie są umieszczone w muzeum i Urzędzie Pracy.